# 会东藤
会东藤（学名：Gymnema longiretinaculatum）为夹竹桃科匙羹藤属的植物，是中国的特有植物。分布在中国大陆的四川、云南、贵州等地，生长于海拔1,000米至2,400米的地区，一般生于山地灌木丛中，目前尚未由人工引种栽培。